# Blackwater (novelle)
Blackwater is een thriller geschreven door de Britse schrijver Conn Iggulden. Het werd geschreven als onderdeel van het Quick Reads initiatief van de World Book Day in 2006. 
Het boek wordt beschreven als een donkere psychologische thriller, een ongebruikelijk genre voor een schrijver van historische fictie. Het idee voor het boek omschreef Iggulden op zijn website:
"Ik werd gevraagd om een novelle te schrijven voor volwassenen van tussen de 15-20.000 woorden. Dat is ongeveer de lengte van een kort boek dat ik altijd al heb willen schrijven, dus heb ik er meteen mijn tanden in gezet. Geen enkele schrijver zou zo'n mogelijkheid voorbij laten gaan. Het is donkerder van toon en plot dan alles wat ik tot dusver heb geschreven."
Blackwater werd vertaald in het Welsh onder de titel Dŵr Dwfn.

## Inhoud
Wanneer weet je wanneer je te diep zit? Davey heeft altijd geleefd in de schaduw van zijn broer, een glimlachende psychopaat die voor niets zal terugdeinzen om zichzelf en zijn familie te beschermen. Maar wanneer Denis Tanter in Daveys leven komt, hoe ver zal hij dan gaan om de broederschap te bewaren?